# Лаурила, Калеви
Калеви Лаурила (фин. Kalevi Laurila; 5 декабря 1937, Сяаксмяки, Хяме — 13 апреля 1991, Кангасала, Хяме) — финский лыжник, многократный призёр Олимпийских игр и чемпионатов мира.

## Карьера
На Олимпийских играх 1964 года в Инсбруке, завоевал серебро в эстафетной гонке, а также занял 9-е место в гонке на 15 км и 6-е место в гонке на 30 км.
На Олимпийских играх 1968 года в Гренобле, завоевал бронзовую медаль эстафете, кроме того был 4-м в гонке на 15 км, 6-м в гонке на 30 км и 11-м в гонке на 50 км.
За свою карьеру на чемпионатах мира завоевал три серебряные медали из них две на чемпионате мира-1966 в Осло.
На чемпионатах Финляндии побеждал 7 раз, 4 раза в гонках на 15 км, 2 раза в гонках на 30 км и 1 раз в гонке на 50 км.
Кроме лыжных гонок серьёзно занимался греблей и биатлоном. В биатлоне был двукратным призёром Чемпионата Европы среди полицейских.
Во время и после завершения спортивной карьеры служил в полиции, выйдя в отставку в звании сержанта.